# Scissors, Texas
Scissors là một nơi ấn định cho điều tra dân số (CDP) thuộc quận Hidalgo, tiểu bang Texas, Hoa Kỳ. Năm 2010, dân số của nơi này là 3186 người.

## Dân số
- Dân số năm 2000: 2805 người.
- Dân số năm 2010: 3186 người.